# Boston Garden
Le Boston Garden était une salle omnisports située à Boston. Ouvert le 17 novembre 1928, le Garden est considéré comme l'ancêtre de toutes les salles modernes actuelles. Initialement appelée le Boston Madison Square Garden, la salle a été occupée par les Bruins de Boston de 1928 à 1995 et la green team (Celtics de Boston) de 1946 à 1995. Le Boston Garden a été détruit en 1997, quelques années après la fin de la construction du TD Garden.

## Histoire
Tex Rikard construit la salle spécifiquement pour la boxe, et veut que chaque spectateur sur son siège puisse être assez prêt pour voir la sueur sur le front des boxeurs. En configuration de hockey sur glace ou de basket-ball, les spectateurs sont plus proches des joueurs que dans un grand nombre d'autres enceintes sportives. Cette particularité augmente l'avantage de l'équipe qui reçoit. La proximité entre les spectateurs et le terrain, donc les joueurs, entraîne toutefois des effets acoustiques importants, dont l'impact est accru lorsque la salle est à guichets fermés, pendant les rencontres de playoffs.
Durant les années 1980, le Boston Garden est considéré comme l'un des terrains les plus difficiles à "visiter". La domination des Celtics de Boston sur leur terrain participe notablement à cette réputation. Lors de la saison NBA 1985-1986, les Celtics terminent avec un bilan de 40 victoires contre 1 défaite pour les matchs "à domicile". Lors de la saison suivante, ils continuent sur leur lancée avec 39 victoires pour 2 défaites "à domicile".
Le Garden est dépourvu d'équipement de traitement d'air, ce qui provoque souvent une chaleur importante dans la salle et une mauvaise qualité de l'air. Lors du cinquième match des finales NBA 1984, il est nécessaire de fournir des masques à oxygène aux joueurs ; ce match est connu comme le « Heat Game ».
Le parquet est une importante figure de l'histoire des Celtics de Boston et du Garden ; mais celui qui est devenu célèbre n'est pas le parquet d'origine. Celui ci, construit et installé initialement au Boston Arena, est déplacé au Garden en 1952,. Il est réutilisé jusqu'au 22 décembre 1999 au Fleet Center, puis le parquet est découpé en pièces et vendu aux supporters de la franchise, tout comme les sièges et des briques de l'ancien Boston Garden. Pour conserver l'histoire du sol sur lequel jouent les Celtics, une partie de ce parquet sera ensuite intégrée à celui de la salle qui a succédé au Boston Garden, le TD Garden.
Depuis 1995, les grands événements sportifs et culturels d'intérieur de Boston se déroulent au TD Garden.

## Événements

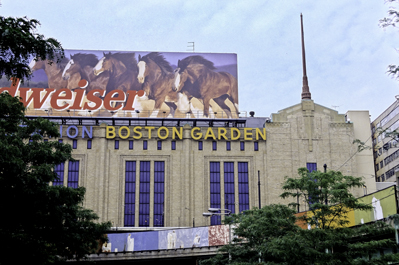
Le Boston Garden accueille de nombreux évènements majeurs du sport américain entre 1928 et 1997.

- NBA Finals, 1957, 1958, 1959, 1960, 1961, 1962, 1963, 1964, 1965, 1966, 1968, 1969, 1974, 1976, 1981, 1984, 1985, 1986 et 1987
- NBA All-Star Game 1951, 2 mars 1951
- NBA All-Star Game 1952, 11 février 1952
- NBA All-Star Game 1957, 15 janvier 1957
- NBA All-Star Game 1964, 14 janvier 1964
- Finales de la Coupe Stanley, 1929, 1930, 1939, 1941, 1943, 1946, 1953, 1957, 1958, 1970, 1972, 1974, 1977, 1978, 1988 et 1990
- 24e Match des étoiles de la Ligue nationale de hockey, 1971
- WWF Survivor Series 1993, 24 novembre 1993
- NCAA Frozen Four, 1972, 1973 et 1974